# Bebyggelsehistorisk tidskrift
Bebyggelsehistorisk tidskrift utges av den för ändamålet stiftade föreningen "Bebyggelsehistorisk tidskrift".
Tidskriften utkommer med två nummer per år. Varje nummer redigeras av en utsedd redaktör. Härvid medverkar också tidskriftens redaktionskommitté som innehåller företrädare för en rad ämnen. Recensionsavdelningen i tidskriften handhas av en särskild recensionsgrupp.